# Valle de Nuria

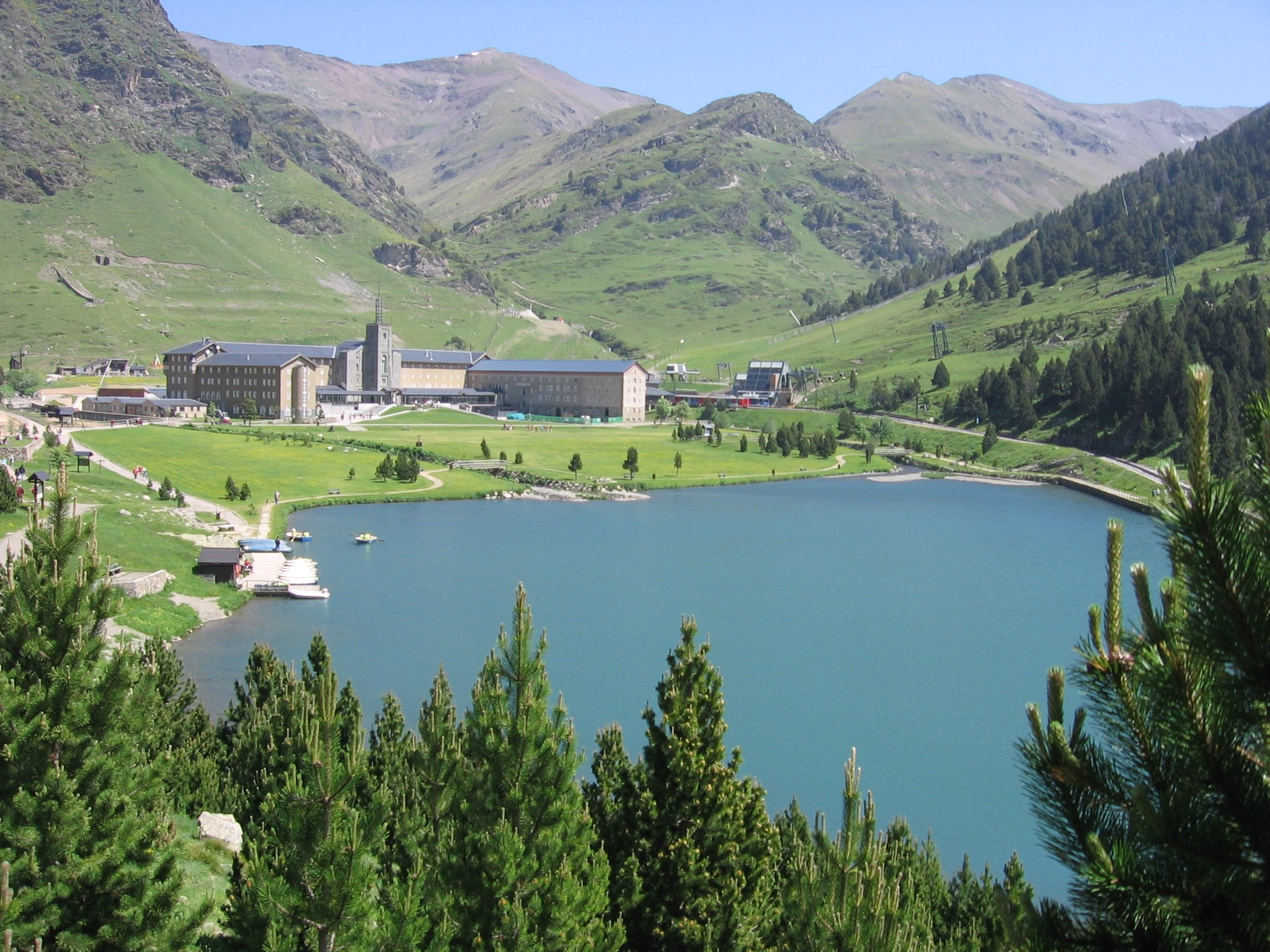
Valle de Nuria.

El valle de Nuria (en catalán: la vall de Núria) es un valle pirenaico situado en el término municipal de Queralbs, en la provincia catalana de Gerona (España). 
Situado a una altitud de 2.000 metros sobre el nivel del mar, este valle es accesible por medio de un ferrocarril de cremallera (Cremallera de Nuria) o bien siguiendo alguno de los caminos de montaña que llegan a Nuria. En el valle se encuentra ubicado el Santuario de la Virgen de Nuria en el que se redactó en 1931 el primer estatuto de autonomía de Cataluña llamado «Estatuto de Nuria».

## La Virgen de Nuria
Según la tradición, San Gil llegó al valle alrededor del año 700. Este santo, de origen ateniense, residió en el valle durante cuatro años. Siempre según la leyenda, el santo talló una imagen de la Virgen que escondió en una cueva al verse obligado a huir cuando los árabes invadieron la península ibérica. Junto a la Virgen dejó escondidas la olla que utilizaba para hacer la comida, la cruz que presidía sus rezos y la campana con la que llamaba a los pastores para que vinieran a comer.
En 1072, un peregrino procedente de Dalmacia, y de nombre Amadeo, llegó al valle buscando la imagen de la Virgen según una revelación divina. Construyó una pequeña capilla a la que acudían los peregrinos. En 1079 encontró la imagen, junto a la cruz, la campana y la olla y trasladó todos los objetos sagrados a la capilla.
Lo cierto es que la imagen de la Virgen de Nuria que hoy se venera es una talla datada entre el siglo XII o siglo XIII. Se trata de una talla en madera de estilo románico. De rasgos primitivos, la talla mantiene aún su policromía perfectamente conservada. La Virgen tiene al Niño sentado sobre la rodilla izquierda. Éste tiene una de sus manos levantadas en señal de bendición. Tanto María como el Niño visten manto y túnica. Antes de la restauración, la imagen tenía un color negruzco provocado por el paso del tiempo, la humedad y el humo de las velas. Este color le valió el apelativo de moreneta del Pirineu.
Hasta nuestros días ha llegado una curiosa tradición. Las mujeres que desean tener hijos colocan su cabeza bajo la olla de San Gil y hacen tocar la campana. Cada repique representa un hijo con el que se espera que la Virgen la bendiga.
Los pastores consideraban a la Virgen de Nuria patrona de la fertilidad. Desde 1983 es también la patrona de los esquiadores catalanes. La coronación canónica de la Virgen de Nuria tuvo lugar en 1965 y los padrinos fueron Ramón Mas-Bagà Cros y su esposa Nuria Blanc Bertrand. Su festividad se celebra el 8 de septiembre.

## El santuario
En el año 1087, los pastos del valle de Nuria (citado como Annúria) fueron cedidos al monasterio de Santa María de Ripoll por Guillem Ramón de Cerdaña.
No se tienen datos exactos sobre la fecha de su fundación. En el año 1162 el valle contaba con un albergue que hacía las funciones de hospital y refugio de pastores. Junto al albergue se encontraba una capilla dedicada a Santa María. Ese mismo año, el papa Alejandro III concedió indulgencia a todos los peregrinos del lugar. 
El terremoto de 1428 destruyó por completo el albergue y la capilla. Se realizó una primera reconstrucción en 1449 y se reconstruyeron por completo entre 1640 y 1648. En 1728 fueron ampliados. 
La iglesia actual se inauguró en el año 1911. Poco después se añadió un hotel y se inició la construcción del Vía Crucis, obra que no finalizaría hasta 1963.
En 1931, en la habitación número 202 del hotel, se redactó el que sería el Estatuto de Autonomía de Cataluña, que quedó refrendado en las urnas el 2 de agosto de 1931 y aprobado por las Cortes el 9 de septiembre de 1932.
El 22 de julio de 1936, pocos días después de que se iniciara la guerra civil española, el por aquel entonces rector de la parroquia huyó a Francia, llevándose consigo la imagen de la Virgen de Nuria. Quería así salvarla de los milicianos de extrema izquierda y de la quema indiscriminada de objetos religiosos que algunos de ellos estaban llevando a cabo. 
La imagen terminó en Suiza y estuvo oculta hasta 1941, año en el que regresó al valle. Al finalizar la guerra civil, el ejército franquista instaló en el valle unas dependencias del ejército de montaña.
La iglesia actual es de construcción reciente y tiene forma de cuadrado abierto por uno de los lados. A su lado, además del hotel, se encuentran cuatro casas destinadas a acoger a los peregrinos. Justo enfrente se encuentra la capilla de San Gil donde, según la leyenda, se encontró la imagen de la Virgen. Fue construida en 1615 y ampliada con posterioridad.

## Estación de esquí
El valle cuenta con una estación de esquí, Vall de Núria. La estación dispone de un total de once pistas de esquí alpino (tres verdes, tres azules, tres rojas y dos negras) así como una pista especial para trineos. En total, siete kilómetros de pistas balizadas.

## Amigos de Nuria
El doctor Ramón Bassols i Genis tuvo un papel destacado en la creación de la Asociación Amigos del Valle de Nuria (en catalán y oficialmente: Amics de la Vall de Núria) a mitad de los años cincuenta; formado originariamente a partir de un grupo de familias que coincidían haciendo estancias en Nuria y que en el año 1958 se agruparon en torno a la parroquia de Nuria en Barcelona. Al año siguiente ,1959, se constituye la Liga Espiritual de la Virgen de Nuria (en catalán: Lliga Espiritual de la Mare de Deu de Núria) y colaboran en el mantenimiento y la mejora del santuario.

## Galería

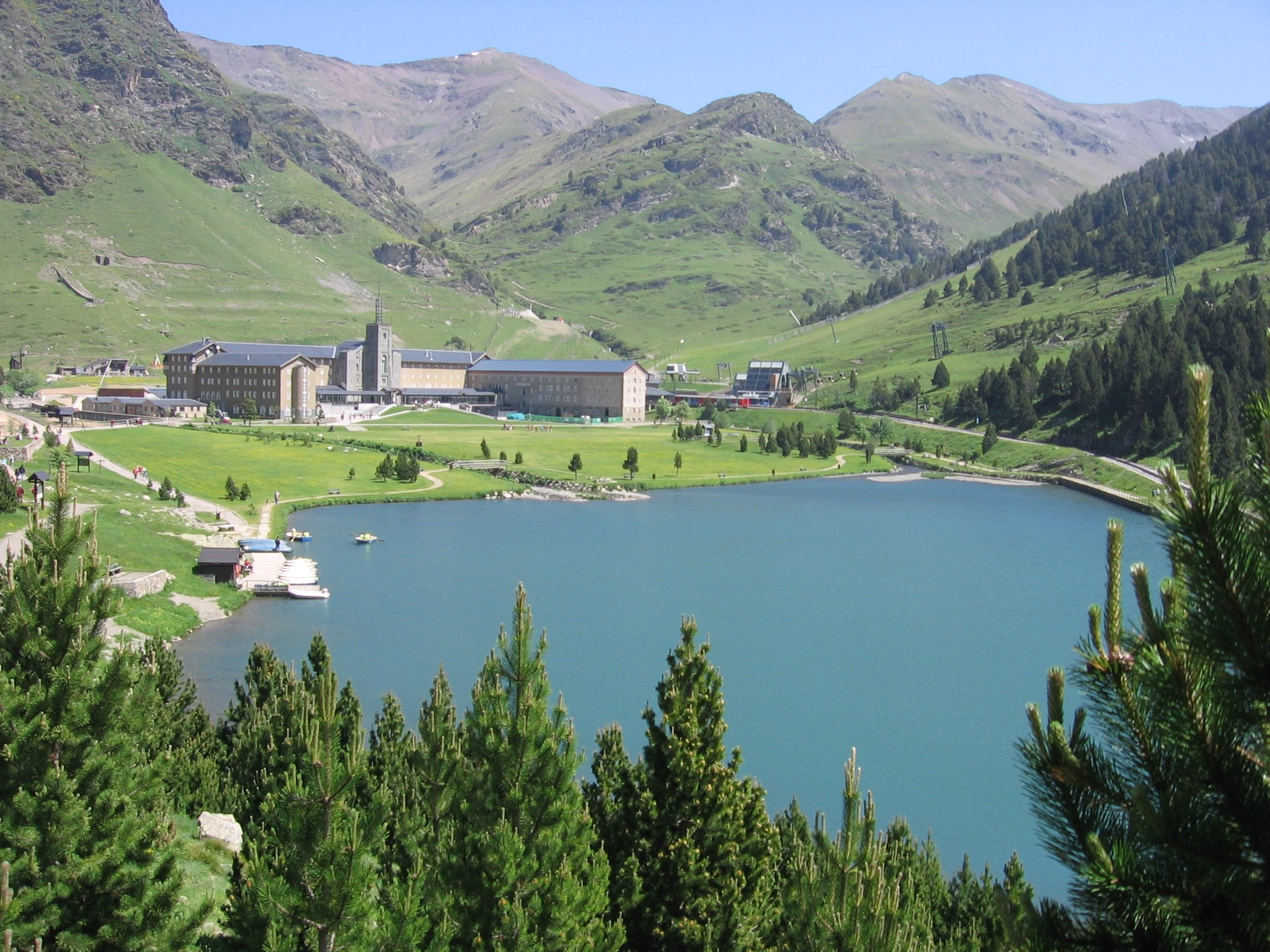
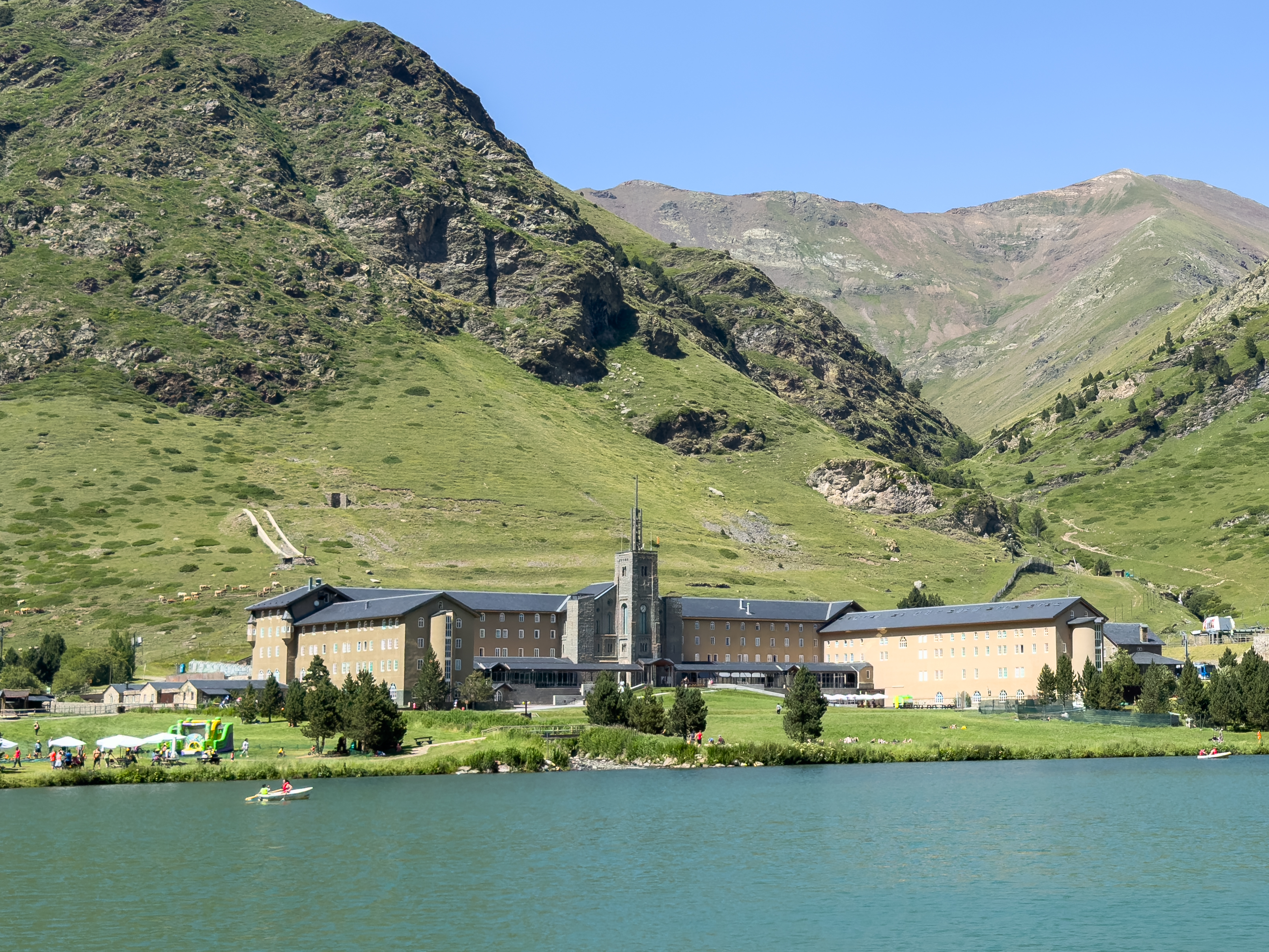
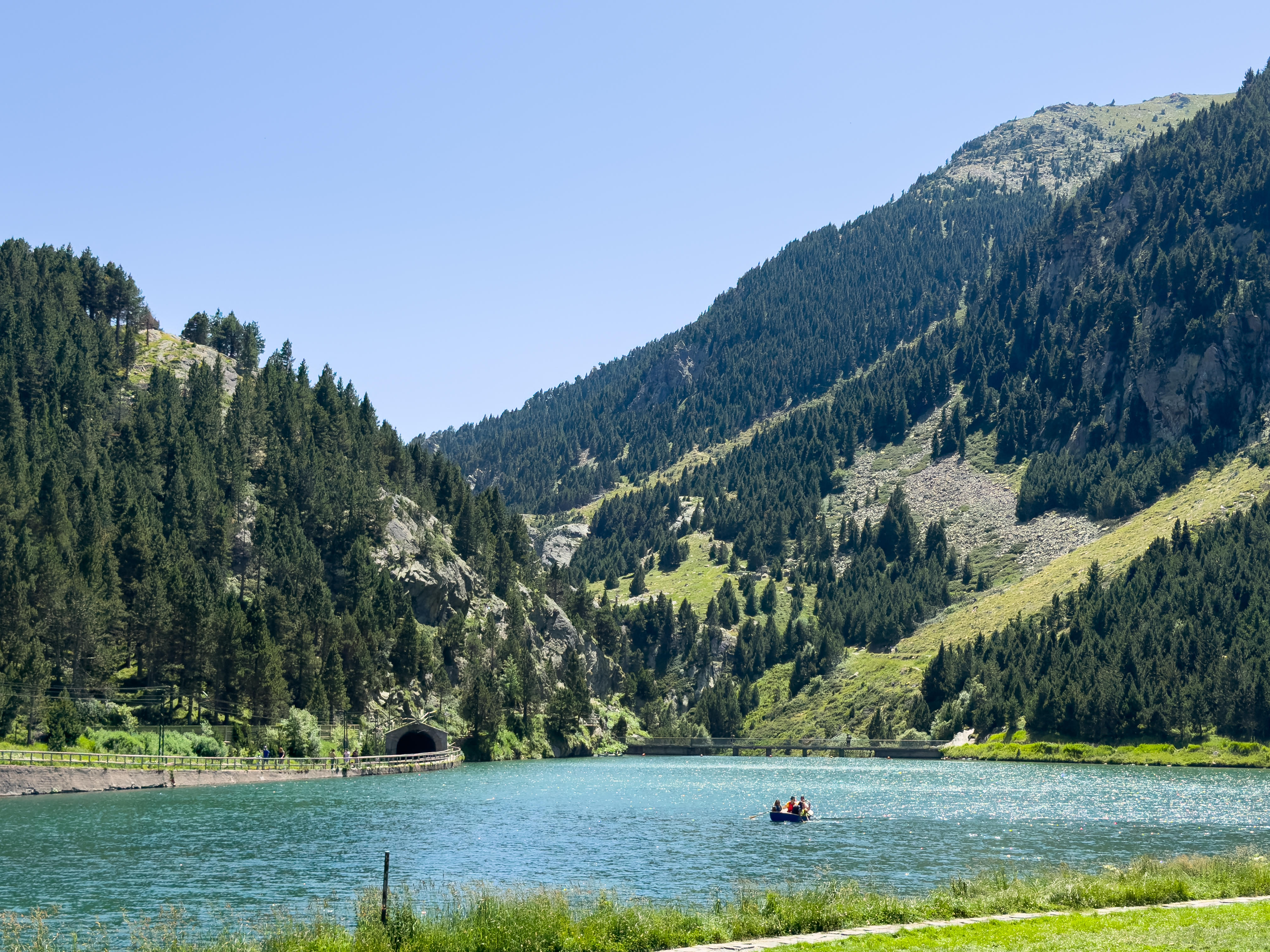
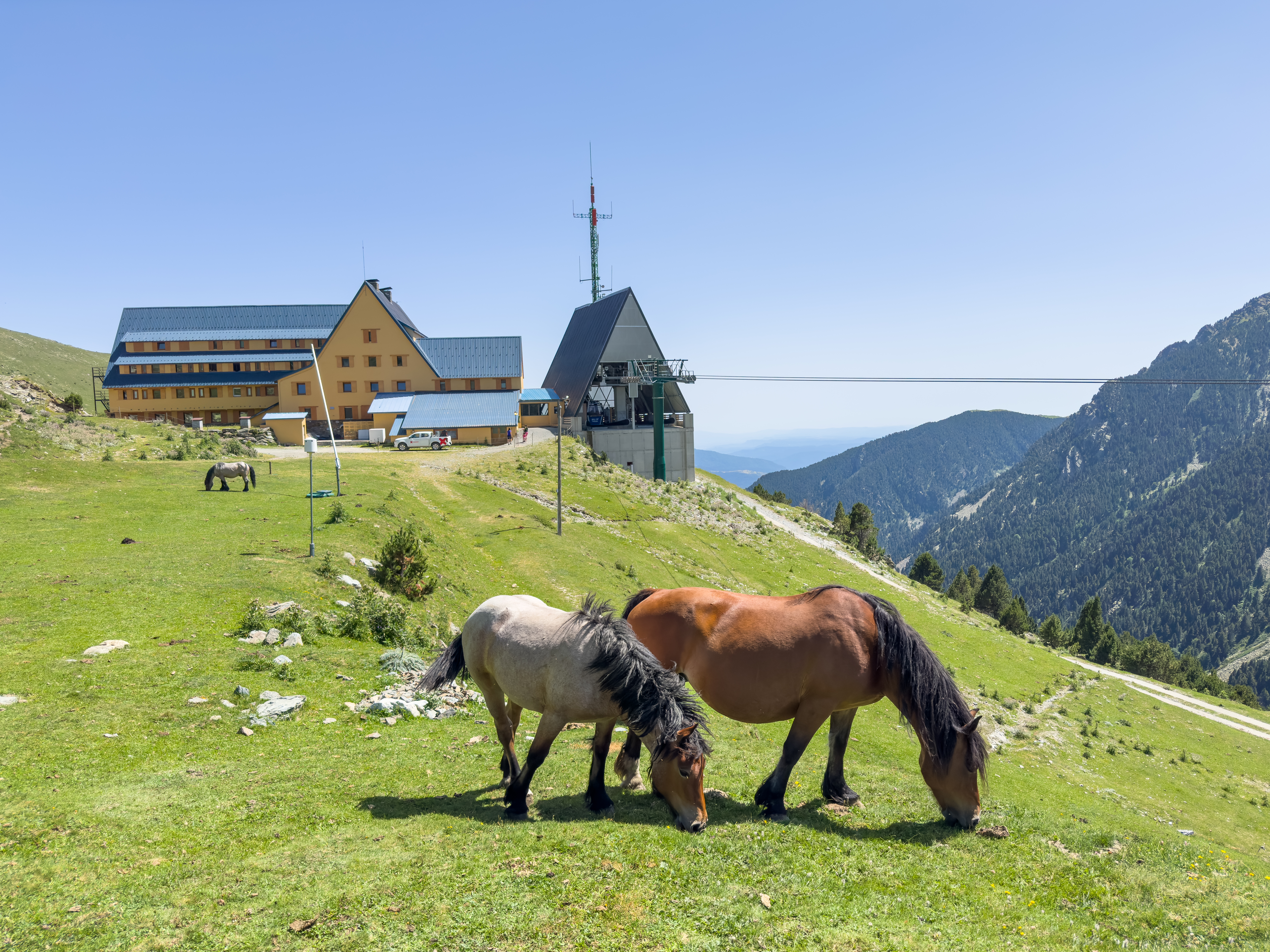
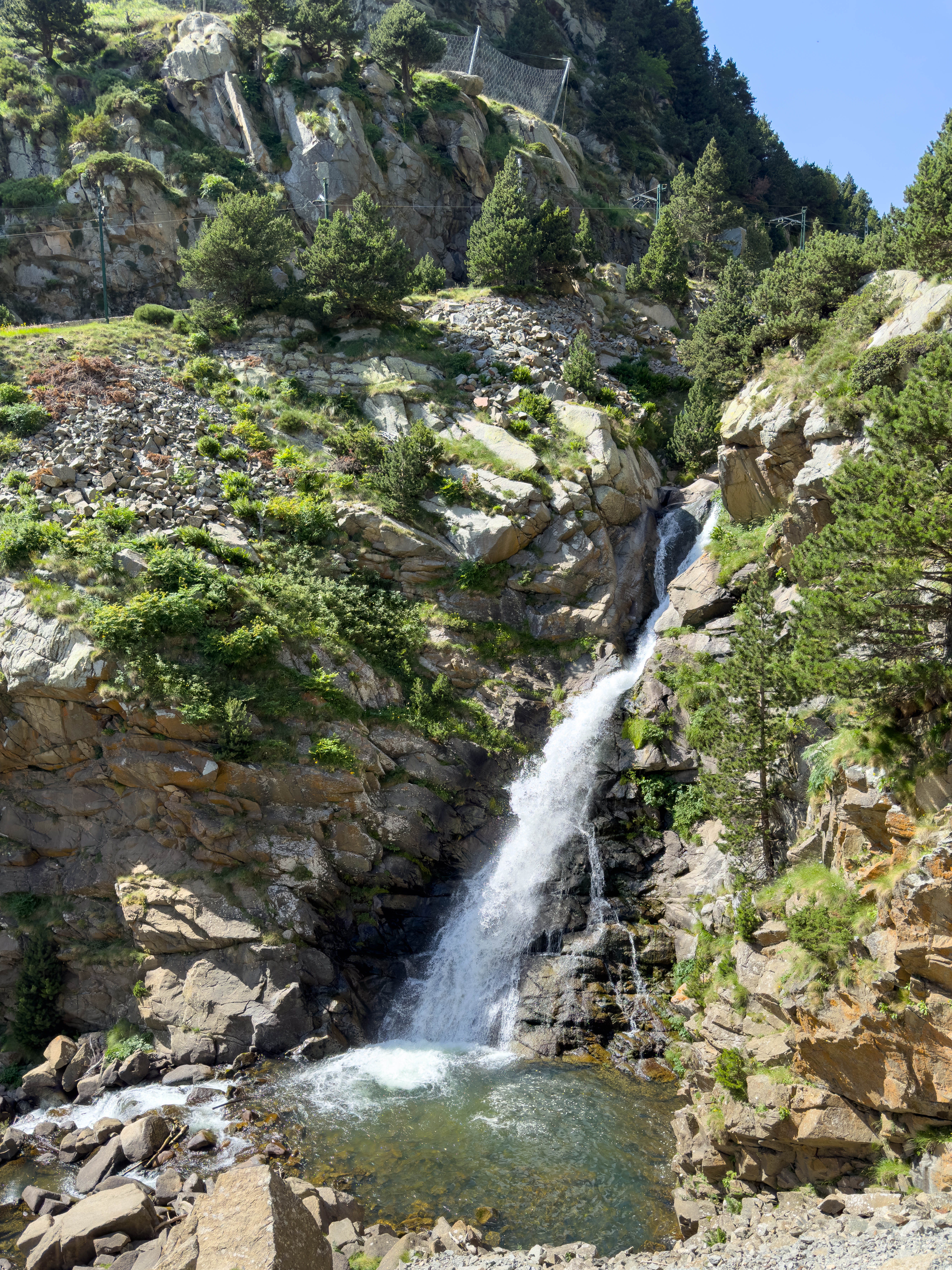